# Faïence de Bordeaux
La faïence de Bordeaux est une production céramique qui s'est développée à Bordeaux, en Gironde, durant les XVIIIe et XIXe siècles.

## Les débuts: la fabrique Hustin
C'est le 13 novembre 1714 que Jacques Hustin, trésorier de marine à Bordeaux, obtient des lettres patentes avec privilège exclusif dans un rayon de 10 lieues pour la production et de la commercialisation des faïences stannifères.

Grâce à ce privilège royal, renouvelé jusqu'en 1762, il détient le monopole de la fabrication des faïences dans ses ateliers bordelais.
Dans un premier temps, la production peine à rivaliser avec les autres grands faïenciers du XVIIIe siècle. Faute de maîtrise, la couverte adhère souvent mal à la poterie, laissant apparaître les retraits de cuisson.

La fabrication est importante, avec des emprunts à Moustiers, Montpellier ou aux bleus d'extrême-Orient, bien que le décor à la levrette lui soit propre. Décors, contours et filets violets de manganèse sont caractéristiques des faïences bordelaises de cette époque, sur des assiettes à bordure mouvementée. Les tables de la bourgeoisie s'enorgueillissent de fastueux services à la commande, personnalisés, armoriés. Les immenses armoires "de port" s'ouvrent sur des collections rares et imposantes, à la gloire des vins de Bordeaux et de l'art de recevoir. Des séries de pots à pharmacie remarquables sont également produits.
Avec la fin du monopole en 1762, des faïenciers installent leurs ateliers à Bordeaux, dans le bordelais, dans le Libournais et en Gascogne.

À la veille de la révolution on compte à Bordeaux huit faïenceries. La fabrication est importante, mais de qualité très inférieure aux faïences Hustin. Il s'agit surtout d'une production pour la petite bourgeoisie et la paysannerie, ornée de décors hâtifs sans grande originalité.

## Le siècle de l'expansion: Vieillard et compagnie
Après la première fabrique de Lahens et Rateau, fondée à Fouqueyrolles en 1831 et fermée 4 ans plus tard, le véritable développement de la faïence fine de Bordeaux date du rachat de la fabrique par un Irlandais, David Johnston aidé de Boudon de Saint-Amans, ancien collaborateur de Lahens et Rateau et admirateur de la céramique anglaise.

David Johnston ouvre une manufacture à Bacalan qui va compter jusqu'à 700 ouvriers et fait venir d'Angleterre combustible et matières premières, profitant du transit régulier des navires chargés de vin à destination de l'Angleterre. La production est alors industrielle, avec des décors imprimés aux motifs et couleurs variées et aux bordures ondulées ou mouvementées.
Jules Vieillard succède à David Johnston en 1845. Son action est déterminante dans le succès industriel de la manufacture de Bacalan mais aussi dans la qualité artistique d'une production qui fut unanimement célébrée au moment des Expositions universelles d'où le nom communément donné à ces faïences de « Vieillard ».

Jules Vieillard recherche l'indépendance de ses approvisionnements et trouve dans le sud-ouest, à Périgueux, Bayonne ou Ribérac des matières premières pour ses productions. Dans sa dernière période, il développe un exceptionnel orientalisme dont on n'a pas fini de mesurer la richesse. Ses « assiettes au chinois » sont très recherchées.

Le succès commercial des faïences Vieillard est considérable, comparable aux réputées productions des faïences de Creil-Montereau. Elles bénéficient d'un circuit de distribution parisien mais aussi du marché d'exportation porté par les navires chargés de grands vins qui quittent le port de Bordeaux. 
En 1865 ses fils prennent sa suite et produisent des motifs très variés, riches tout spécialement de fleurs et d'oiseaux. Les murs de la salle principale du restaurant La Belle Époque, quai Louis XVIII à Bordeaux sont décorés de ces faïences. La manufacture ferme ses portes en 1895.

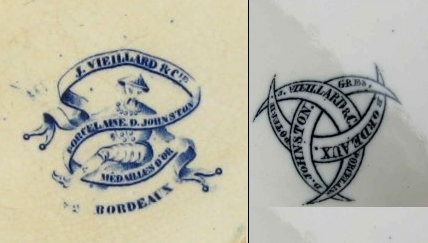
Marques des faïences Vieillard et David et Johnston, Bordeaux, XIXe siècle. La marque reprend le blason aux 3 croissants de la ville de Bordeaux.

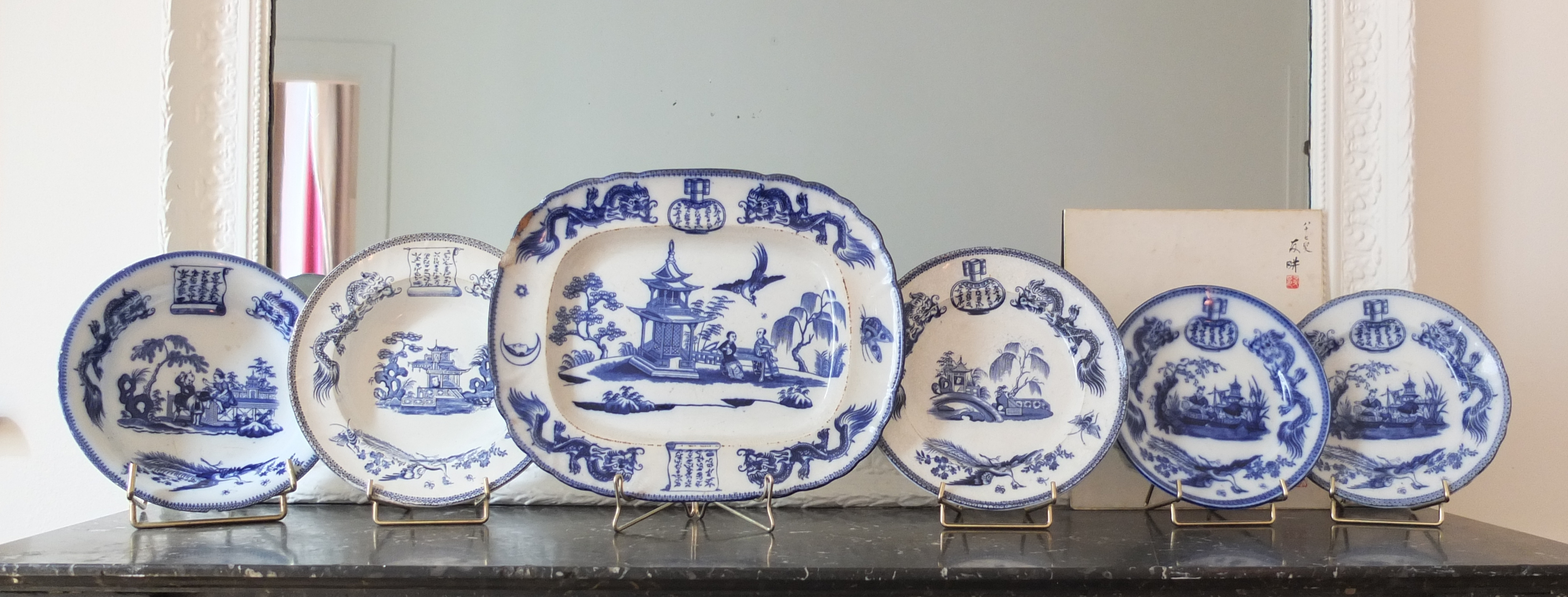
Faïence ﬁne, manufacture J.Vieillard & Cie, Bordeaux, milieu XIXe siècle Service "Tonkin" - Collection Privée du Prince Gwenael Louis GARAUD.

## Marques et manufactures
- Manufacture des terres de Bordes : Cette éphémère fabrique de porcelaine commence sa production en 1714, ses décors de fleurs sont très caractéristiques. Certaines pièces portent la marque "Verneuilh".

## Lieux d'exposition
- Musée des Arts décoratifs et du Design de Bordeaux
- Hôpital des enfants (121 pots à pharmacie)